# بطولة أوروبا للألعاب المائية 1950
بطولة أوروبا للألعاب المائية 1950 هو الموسم السابع من بطولة أوروبا للألعاب المائية، عقد في الفترة 20–27 أغسطس من 1950، وجرت المنافسات في مدينة فيينا، النمسا، ونظمت من قبل الاتحاد الأوروبي للسباحة.

## النتائج
| م        | الذهبية | الفضية | البرونزية       |
| -------- | ------- | ------ | --------------- |
| الفائزين | فرنسا   | هولندا | ألمانيا الغربية |